# ملعب سالت ليك
ملعب يوفا باراتي كريرانغان هو ملعب متعدد الاستخدام يقع في مدينة كلكتا الهندية. غالبا ما تلعب عليه مباريات كرة القدم. يتسع الملعب لجلوس 120 ألف متفرج. يعتبر الملعب الرسمي الذي يخوض فيه نادي محمدان مبارياته. تم افتتاح الملعب في سنة 1984.